# 声律启蒙
声律启蒙是中國旧时学校启蒙读物之一，为康熙年间进士车万育所著。按韵分编，包罗天文、地理、花木、鸟兽、人物、器物等的虚实应对。含单字对、双字对、三字对、五字对、七字对、十一字对等。从单字到多字的层层组对，读起来如唱歌般朗朗上口，较之其它全用三言、四言句式的《三字经》、《千字文》更见韵味，在启蒙读物中独具一格，经久不衰。明清以来，《训蒙骈句》、《笠翁对韵》等书，都采用这种方式编写，并得以广泛流传。

## 内容
按《平水韵》分部编写，仅平声三十韵。每韵三则文字，每则文字格式相同：十六句，八韵脚，从一字对、二字对、三字对、五字对、七字对到十一字对。其中五七字句多是五言七言律句。

## 相关
- 申屠怀《五言千家诗》
- 寄云山人《续神童诗》